# Beaumont, Haute-Savoie
Beaumont este o comună în departamentul Haute-Savoie din sud-estul Franței. În 2009 avea o populație de 2.076 de locuitori.

## Evoluția populației
| An        | 1975 | 1982 | 1990  | 1999  | 2006  | 2009  |
| --------- | ---- | ---- | ----- | ----- | ----- | ----- |
| Populație | 757  | 843  | 1.018 | 1.293 | 1.843 | 2.076 |